# نعيمة البياري
نعيمة البياري هي لاعبة موياي تاي مغربية ولدت بمدينة فاس بالمغرب وانتقلت لمدينة الناظور لمزاولة رياضتها. توفيت نعيمة ب13 نوفمبر سنة 2012 إثر تسرب غازي حدث في مسكنها بحي الكندي بالناظور. تنتمي البياري لعصبة الريف لرياضة الكيك طاي بوكسينغ وقد حازت على العديد من بطولة المغرب للموياي طاي مرتين كما شاركت في العديد من اللقاءات الدولية بإسبانيا وإيطاليا.